# Torneo Nacional de Reservas
El Torneo Nacional de Reservas fue un torneo de fútbol colombiano de carácter oficial organizado por la División Mayor del Fútbol; su objetivo era el de darle fogueo a los equipos alternos de los clubes profesionales. Una de sus reglas en sus 4 más recientes ediciones (de 2002 a 2005), era la de inscribir como mínimo a 5 jugadores juveniles.
El torneo se realizó a lo largo de la historia con muchas interrupciones, debido en gran parte a que necesitaba del patrocinio de empresas privadas. Por este motivo cambió de nombre en varias ocasiones y actualmente está descontinuado. El equipo más ganador es el América de Cali con 5 títulos.

## Historia
En 1950 y 1951 se iniciaron los torneos de reservas, pero no concluyeron, en 1962 es liquidada la Fedebol (Federación Aficionada de Fútbol), quedando errantes algunos clubes aficionados de fútbol de distintas zonas del país que no contaban con equipo en primera división. Por esta razón el Consejo Directivo de la Dimayor promovería por primera vez la organización de una División “B”, pero la Adefutbol (Asociación Colombiana de Fútbol), quien era la que controlaba el fútbol colombiano y tenía el reconocimiento de la FIFA, se opuso a esta iniciativa. 
Pasarían entonces 5 años 1966 para que se creara por primera vez un torneo especial que reunió a los más destacados clubes aficionados, algunas selecciones departamentales y las nóminas de reservas de 12 de los 14 equipos profesionales. El torneo fue todo un éxito, aunque no contó con ascenso a la primera división, el campeón fue el América de Cali y subcampeón Millonarios.
Para 1967 se realizó el Torneo Juvenil Dimayor con la participación de los equipos juveniles de los clubes Cali, América, Pereira, Quindío, Nacional, Medellín y Santa Fe, siendo el campeón América segundo Santa Fe; gracias a la acogida que obtuvo el Torneo Juvenil, la Dimayor y Totogol crearon un fondo común para auspiciar el denominado Selectivo Dimayor-Totogol. Participaron en esta ocasión la totalidad de las reservas de los clubes profesionales el campeón fue el Unión Magdalena.  
Pero para 1968 la Dimayor decide realizar un torneo de segunda categoría con solo equipos aficionados y nuevamente sin ascenso a primera división, pero llevando el deporte organizado a las ciudades sin equipos profesionales.
Luego de 10 años, la Dimayor volvería a realizar un Torneo de Reservas patrocinado en su totalidad por la empresa privada de esta manera el torneo tuvo una continuidad de cuatro años, desde 1978 hasta 1979 y se denominó Copa Colombiana, en 1980 se realiza el Torneo de Reservas, pero ya no con el apoyo de la empresa Posada Tobón S.A., sino que se adopta otro sistema de patrocinio, el individual se incorporan a este evento catorce empresas privadas diferentes. Se le denominó “Torneo Especial Dimayor ” el campeón fue Colseguros (Millonarios), al año siguiente nuevamente se cambia el sistema de patrocinio y es la empresa Bavaria la que auxilia el Torneo de Reservas, llamado “Campeonato Bavaria ”, en éste el campeón es América (Clausen) y subcampeón Millonarios (Dorarda). 
De 2002 a 2005, la Dimayor resucitó el Torneo de Reservas, realizándolo durante estos 4 años de forma continua, con la particularidad de que en el primer año fue una parte del Campeonato de Primera B, jugándose una final aparte para determinar al campeón de reservas. En la actualidad (2012) el torneo está descontinuado.

## Cuadro de Campeones
| Año     | Campeón           | Subcampeón                 | Nombre del torneo                  |
| ------- | ----------------- | -------------------------- | ---------------------------------- |
| 1966    | América de Cali B | Millonarios B              | Torneo Especial                    |
| 1967-I  | América de Cali B | Independiente Santa Fe "B" | Torneo Juvenil Dimayor             |
| 1967-II | Unión Magdalena   | Deportivo Cali "B"         | Torneo Selectivo Totogol - Dimayor |
| 1978    | Deportivo Pereira | Unión Magdalena            | Copa Colombiana                    |
| 1979    | Unión Magdalena   | Millonarios B              | Copa Colombiana                    |
| 1980    | Millonarios B     | Independiente Medellín     | Torneo Especial - Dimayor          |
| 1981    | América de Cali B | Millonarios B              | Campeonato Bavaria                 |
| 1982    | Junior            | Deportivo Cali "B"         | Copa Banco de Los Trabajadores     |
| 2002    | Deportes Tolima B | América de Cali B          | Torneo de Reservas                 |
| 2003    | América de Cali B | Deportes Tolima            | Torneo de Reservas                 |
| 2004    | América de Cali B | Envigado F. C.             | Torneo de Reservas                 |
| 2005    | Deportes Tolima   | Deportivo Pereira          | Torneo de Reservas                 |

## Palmarés
| Equipo            | Títulos | Torneos logrados                 |
| ----------------- | ------- | -------------------------------- |
| América de Cali   | 5       | (1966, 1967-I, 1981, 2003, 2004) |
| Unión Magdalena   | 2       | (1967-II, 1979)                  |
| Deportes Tolima   | 2       | (2002, 2005)                     |
| Millonarios       | 1       | (1980)                           |
| Junior            | 1       | (1982)                           |
| Deportivo Pereira | 1       | (1978)                           |